# Néstor Zanatta
Néstor Fabián Zanatta (Resistencia, Provincia del Chaco, Argentina, 25 de noviembre de 1973) es un exfutbolista argentino que jugaba de mediocampista y que jugó gran parte de su carrera en Chile. Actualmente se desempeña como director técnico del Club Deportivo Buenos Aires de Parral, club de la Tercera División B chilena.

## Trayectoria

### Como jugador
| Club                  | País      | Año       |
| --------------------- | --------- | --------- |
| Central Argentino (R) | Argentina | 1990-1992 |
| Newell's Old Boys     | Argentina | 1993      |
| Deportivo Mandiyú     | Argentina | 1994      |
| Chaco For Ever        | Argentina | 1995-1997 |
| Gimnasia y Tiro       | Argentina | 1997      |
| Deportes Concepción   | Chile     | 1998      |
| Fernández Vial        | Chile     | 1999      |
| Deportivo Italchacao  | Venezuela | 2000      |
| Aucas                 | Ecuador   | 2001      |
| Fernández Vial        | Chile     | 2001-2002 |
| Rangers               | Chile     | 2003      |
| Unión La Calera       | Chile     | 2003-2004 |
| Ñublense              | Chile     | 2005-2007 |
| Lota Schwager         | Chile     | 2008-2009 |

### Como entrenador
| Club             | País      | Año       |
| ---------------- | --------- | --------- |
| Sarmiento (R)    | Argentina | 2014      |
| Buenos Aires (P) | Chile     | 2016      |
| Colchagua        | Chile     | 2017      |
| Buenos Aires (P) | Chile     | 2019      |
| Buenos Aires (P) | Chile     | 2023-Act. |